# Heterocithara erismata
Heterocithara erismata é uma espécie de gastrópode do gênero Heterocithara, pertencente à família Mangeliidae.